# Tobiášova huť

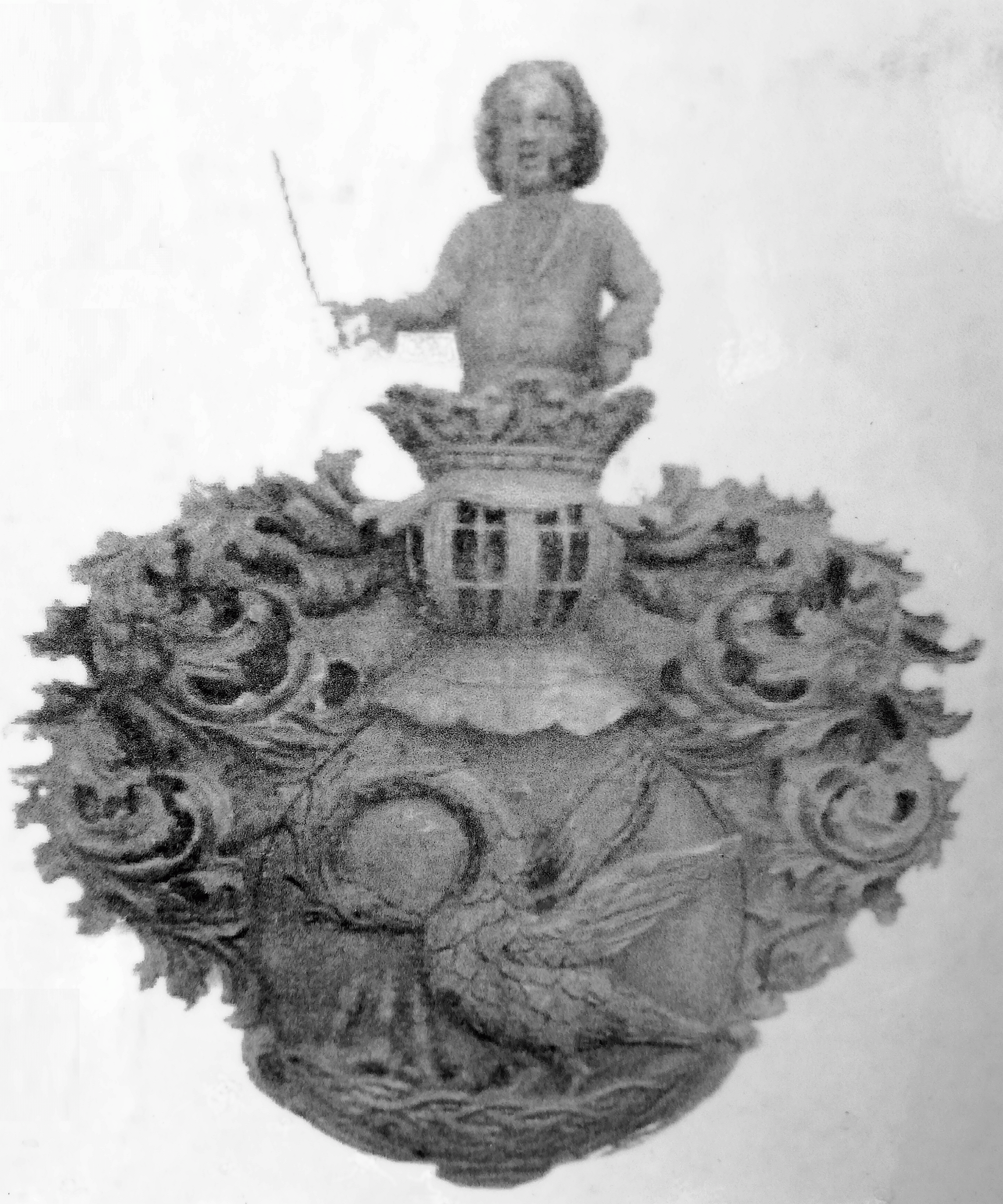
Erbovní znak sklářského rodu Adlerů

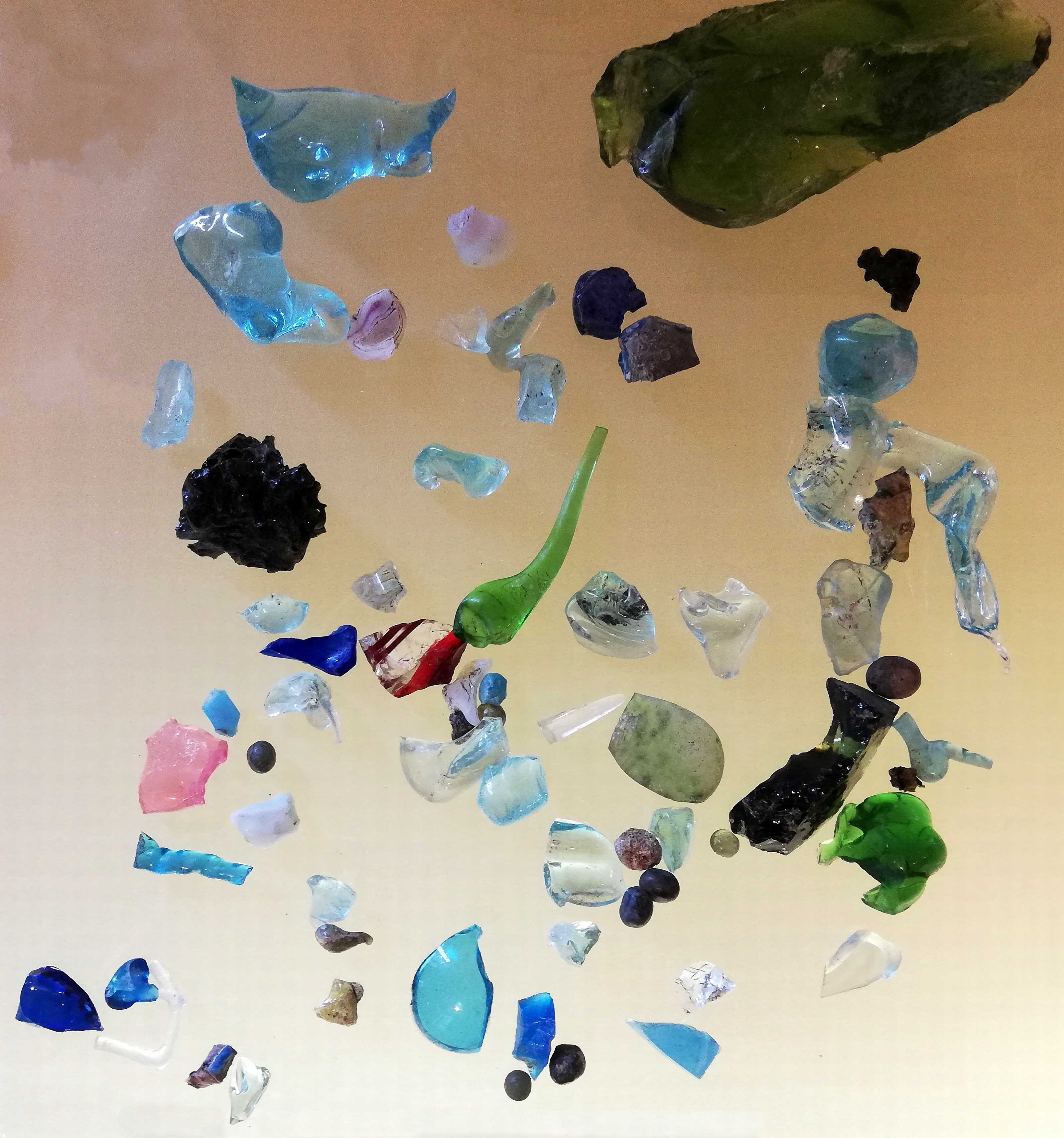
Odstřihy skla nalezené na místě zaniklé hutě

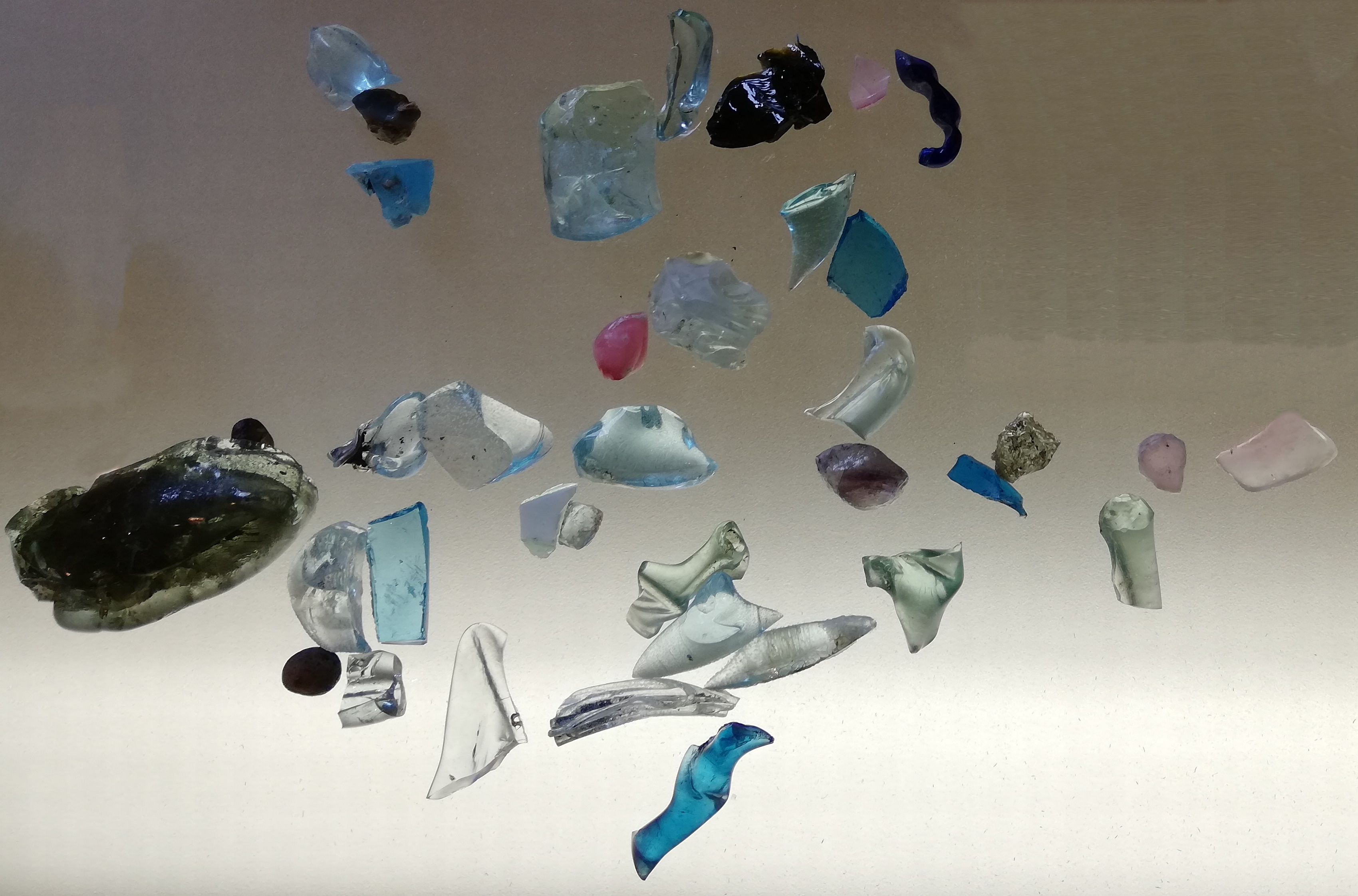
Odstřihy skla nalezené na místě zaniklé hutě

Tobiášova huť je zaniklá šumavská samota rozkládající se kolem bývalé sklářské huti jižně od Kvildy.

## Historie
V roce 1802 fungovaly v bezprostředním okolí Kvildy tři sklářské hutě: Huť U Pivního hrnce (od roku 1749); Hraběcí Huť (od roku 1794) a Tobiášova huť (od roku 1796).

### Lokalizace
Sklářská Tobiášova huť (podle jména zakladatele: Tobiashütte; též Tafelberská huť; německy: Tafelberg glasshütte podle německého pojmenování Tafelberg pro Stolovou horu (1.254 m n. m.); nebo německy Antonia Hütte, Antonínova huť podle syna zakladatele sklárny) se nacházela uprostřed šumavských lesů na vyvýšeném (v nadmořské výšce 1.100 m n. m.) a odlehlém místě v údolí Bučinského potoka (přesněji nad pravým břehem potoka Bučina) na severoseverozápadním svahu Stolové hory v katastru Kvildy. Mýtina, kde huť původně stávala, je dnes (rok 2022) označována jako Tobiáška (stejně jako cesta k ní vedoucí a mýtinou procházející) a nachází se asi 3 km vzdušnou čarou jihovýchodním směrem od centra Kvildy.

### Huť pod vedením Tobiáše Rafaela Adlera
Tobiášovu huť nechal postavit Tobiáš Rafael Adler (* 3. dubna 1741 – 26. srpna 1810) v roce 1796.
Celodřevěná budova hutě (vystavěná v roce 1796) byla 22 sáhů dlouhá a 11 sáhů široká (1 sáh představuje asi 190 cm) a měla šindelovou střechu. Uvnitř objektu byly kromě hutní haly s pecemi (tavicí pec s deseti pánvemi) ještě dvě obytné místnosti, dvě komory a kuchyň. Vedle budovy sklářské hutě stála další dřevěná budova (4 obytné místnosti a kuchyň) opět krytá šindelem, ve které bydlel mistr sklář (skelmistr). Poblíž domu skelmistra se nacházela dřevěná stáj s kapacitou pro osm kusů dobytka. Součástí sklárny byla celodřevěná stoupa na drcení křemene o rozměrech 9 x 3 sáhy. Huť měla při průměrném provozu roční spotřebu 5.000 sáhů dřeva (1 sáh je cca 7 kubických metrů). Dřevo bylo získáváno z lesů Zdíkovského panství.
Huť byla (podle farní kroniky) posvěcena místním farářem v úterý 22. listopadu 1796. V roce 1796 pracovali na huti jen 4 skláři. V roce 1798 získala sklárna (dva roky po zahájení činnosti) dodatečné povolení Českého gubernia k provozu.
Sklářská huť produkovala páteříky (skleněné kuličky pro růžence) a duté sklo, které bylo broušeno a malováno. Výrobky sklárny byly určeny především na vývoz. Zaměstnání zde nalézali jeden brusič a dva malíři skla. Jedním z malířů skla byl i Franz Opittz. S manželkou a sedmi dětmi zde žil sklář Johann Rosenauer.
Dne 22. července 1799 se v kostele na Kvildě oženil Tobiášův syn – sklářský mistr Antonín Josef Adler (* 6. prosince 1767 – 23. srpna 1848) s Julianou Schuster (* 1780) a za svědka jim byl majitel panství hrabě František ze Sickingenu.

### Huť pod vedením Antona Josefa Adlera
Sklářským mistrem zde byl od roku 1796 syn Tobiáše Rafaela Adlera. Podle jeho jména Antonín (Anton Josef Adler) byla sklářská huť později pojmenována názvem Antonia Hütte. V roce 1799 je Antonín Josef Adler uváděn v dokumentech jako sklářský mistr; při soupisu obyvatel z let 1801 až 1803 je sklárna (s názvem Tafelberg glasshütte) uváděna pod adresou Kvilda číslo popisné 53 a s názvem Antonia Hütte - Antonínova. V soupisu obyvatel z roku 1805 došlo k přečíslování a místo čísla 53 bylo uváděno číslo 62 (později přibyly ještě budovy s čísly 63 a 64).
V průběhu dalších sedmi let (od svatby v roce 1799) se Antonovi a jeho manželce Julianě narodily čtyři potomci:
- Johana Adlerová (* 7. listopadu 1799 – 18. prosince 1800);
- Josef Adler (* 3. listopadu 1800 – 15. března 1801);
- Tobiáš Rafael Adler (* 20. srpna 1805) a
- Karel Josef Adler (* 8. listopadu 1807).

Spory o pastviny mezi poddanými z Kvildy a skelmistrem se rozhořely v roce 1800 a provoz huti byl toho roku na 12 měsíců zastaven. V únoru 1801 byla výroba v huti obnovena a v roce 1802 byla podepsána smlouva na provozováni huti na dalších 6 let. V letech 1803 až 1804 vznikly spory majitele huti s hrabětem ze Sickingenu o vrácení peněz z půjčky, kterou hrabě nezaplatil. Maximálního rozkvětu dosáhla Tobiášova sklářská huť v letech 1804 až 1808, kdy ve sklárně pracovalo 15 až 21 lidí. V roce 1809 vypršela smlouva o nájmu lesů a sklárna nebyla obnovena.
V neděli dne 26. srpna 1810 zemřel zakladatel huti Tobiáš Rafael Adler. Zemřel v obytné části Tobiášovy huti na „bolesti od kamene“ a byl pohřben na kvildském hřbitově v hrobě, kde spočívala jeho dvě zemřelá vnoučata (Johana Adlerová a Josef Adler). Po smrti zakladatele huti se jeho syn Anton Josef Adler marně pokoušel znovuobnovit provoz sklárny. Ještě do roku 1812 žili Antonín a Juliana na huti.
Konec provozu sklárny není znám, ale pravděpodobně došlo k ukončení produkce před rokem 1816, kdy končila nájemní smlouva. V roce 1816 jsou Antonín Josef Adler se ženou Julianou a dvěma dětmi vyškrtnuti ze soupisu obyvatel Kvildy. Antonín se přestěhoval do Kašperských Hor ke svému švagrovi Augustinovi Müllerovi (majiteli statku Palvínova – Vatětic; purkmistrovi Kašperských Hor).
Bývalý skelmistr z Tobiášovy huti Antonín Josef Adler žádal (po vyhašení sklárny) opakovaně v letech 1811 až 1816 o místo lesníka ve Schwarzenberských službách na Zdíkovském panství. Nakonec byl přijat jako lesník na Zdíkovském panství a to nejprve v Oseku u Prachatic a v roce 1825 v Mlynářovicích. V témže roce byl pak od 1. května 1825 penzionován a dne 23. srpna 1848 na Staré huti na Zdíkovsku vydechl naposledy. Byl pochován na hřbitově ve Zdíkově.
Oba synové Antonína Josefa Adlera (Tobiáš Rafael Adler a Karel Josef Adler) nepokračovali ve sklářském podnikání. Absolvovali studium v oboru lesnictví a nastoupili do Schwarzenberských služeb. Tobiáš Rafael Adler ve Štýrsku a Karel Josef Adler na polesí Šachrov, Mlynářovice, Strážný a Doubrava u Chýnova.

### Závěr činnosti huti
Existence a provoz sklářské huti měl za následek odlesnění okolní půdy. Ta byla zemědělsky využívána. Budovy kdysi obývané skláři následně využívali noví osídlenci – zemědělci a dřevaři. V roce 1837 bylo místo v katastru stále ještě označováno jako Tobiashütte a bylo tu celkem evidováno pět budov. V roce 1848 již na místě Tobiášovy huti byl jen Tobiashof a žili zde už pouze dřevaři. Týden po požáru Kvildy – v červenci 1889 vyhořel zcela i velký dům u sklářské huti. V roce 1890 byly budovy zničeny požárem. Na místě bývalé sklářské huti zůstala jen rozsáhlá mýtina se zarůstajícími základy staveb. Až do konce druhé světové války sloužily zemědělcům plochy po vyhašené huti jako pole a louky.

## Turistická dostupnost
Mýtina, kde stávala Tobiášova huť, je nejlépe dostupná z Kvildy při jízdě (chůzi) po Bučinské asfaltce (cyklotrase 331) do kopce směrem na Bučinu. Za lokalitou zvanou Lesní Chalupy odbočuje (křižovatka na GPS souřadnicích 49°0'23.875"N, 13°35'6.782"E) doleva nápadná asfaltka (zvaná Vlasatá, nebo též Signálka) vedoucí k samotě Nová Boubská nad Borovými Lady. Tuto křižovatku je třeba ignorovat a pokračovat dále po Bučinské asfaltce do mírného kopce až na další odbočku doprava (GPS souřadnice 49°0'11.085"N, 13°35'11.232"E). Zpevněná lesní silnička (využívaná lesními dělníky) se nazývá Tobiáška a jejích prvních 500 metrů vede v mírném klesání jihovýchodním směrem, aby se pak v táhlém oblouku stočila na jih a po dalších 500 metrech po rovince opět na jihovýchod. K cílové mýtině Tobiášce s informační tabulí a dřevěnou vyřezávanou sochou je to odsud už jen asi 200 m chůze (jízdy). Cesta Tobiáška pokračuje dále nyní spíše východním směrem asi 900 metrů od mýtiny Tobiáška, kde na křižovatce dvou cest (GPS souřadnice 48°59'34.305"N, 13°36'20.600"E) končí:
- Jedna z cest této křižovatky v „geometrickém“ prodloužení Tobiášky stoupá do vrchu (podle mapy, v terénu neověřeno) nezpevněná lesní cesta směrem k vrcholu Vysokého stolce (1.251 m n. m.).[5]
- Druhá cesta této křižovatky je vysypána hrubým štěrkem a kamením a nazývá se Tvrdá. Pokud turista odbočí na křižovatce (GPS souřadnice 48°59'34.305"N, 13°36'20.600"E) doleva a vydá se po Tvrdé cestě severním (později severovýchodním) směrem, dojde ve stálém klesání po cca 850 metrech chůze až na dříve zmíněnou lesní asfaltku Vlasatou (GSP souřadnice 48°59'53.900"N, 13°36'45.775"E). Tady může zabočit doleva a po asfaltce Vlasaté se vrátit (po cca 3 km) nad Kvildu nad lokalitu Lesní Chalupy.[5]

## Rod Adlerů
Sklářský rod Adlerů (datovaný k roku 1600) se poprvé historicky připomíná v Dolním Rakousku (obec Pöggstall). Ve zdejším farním kostele se konal sňatek Martina Adlera (* 1635), syna Kryštofa Adlera (* 1600). Adlerové provozovali v Dolním Rakousku sklárny v několika lokalitách (Saggraben, Leopoldschlag). V Saggrabenu se narodil i Tobiáš Samuel Adler (Tobias Samuel Adler; * 16. srpna 1665).
Před rokem 1694 přišli Adlerové do Čech a začali podnikat v Posázaví v hutích: Stará Huť; Sěchobuz; Slavětín; Kácov; Talenberg; Fryšava. Huťmistři s rodovým jménem Tobiáš v roce 1710 odešli z Posázaví: Tobiáš Samuel Adler (* 16. srpna 1665) a jeho syn Tobiáš Matěj Adler (Tobiáš Matthias Adler; * 20. ledna 1709) na huť rožmitálskou u Rožmitálu pod Třemšínem. V té době se Adlerové hlásili k Němcům a dle dokumentů z roku 1714 udávali svůj původ z Bavor se vztahem k Pasovu. Tobiáš Matthias Adler (* 20. ledna 1709) byl otec Tobiáše Rafaela Adlera (* 3. dubna 1741; zakladatele Tobiášovy huti) a dědeček Antonína Rafaela Adlera (* 6. prosince 1767; posledního skelmistra na Tobiášově huti).
Do Čech přišli Adlerové v pobělohorské době (1620 až 1740) během rekatolizace českých zemí a první zmínka o nich se datuje do doby po třicetileté válce (ta skončila v roce 1648). Adlerové nebyli poddaní, byli svobodní a v matrikách byli označováni jako vznešení. Mívali hodně dětí (to oslabovalo kumulaci kapitálu tříštěním majetku v rámci dědění) a místa hutí často střídali (huť brzy vyčerpala místní zdroje surovin a bylo nutno ji buď odprodat nebo zrušit). Obě skutečnosti vedly k rychlému regionálnímu rozptýlení hutí do značného prostoru a brzy k proniknutí sklářského podnikání za zdroji dřeva – logicky i na Šumavu.